# Crueldad hacia los animales

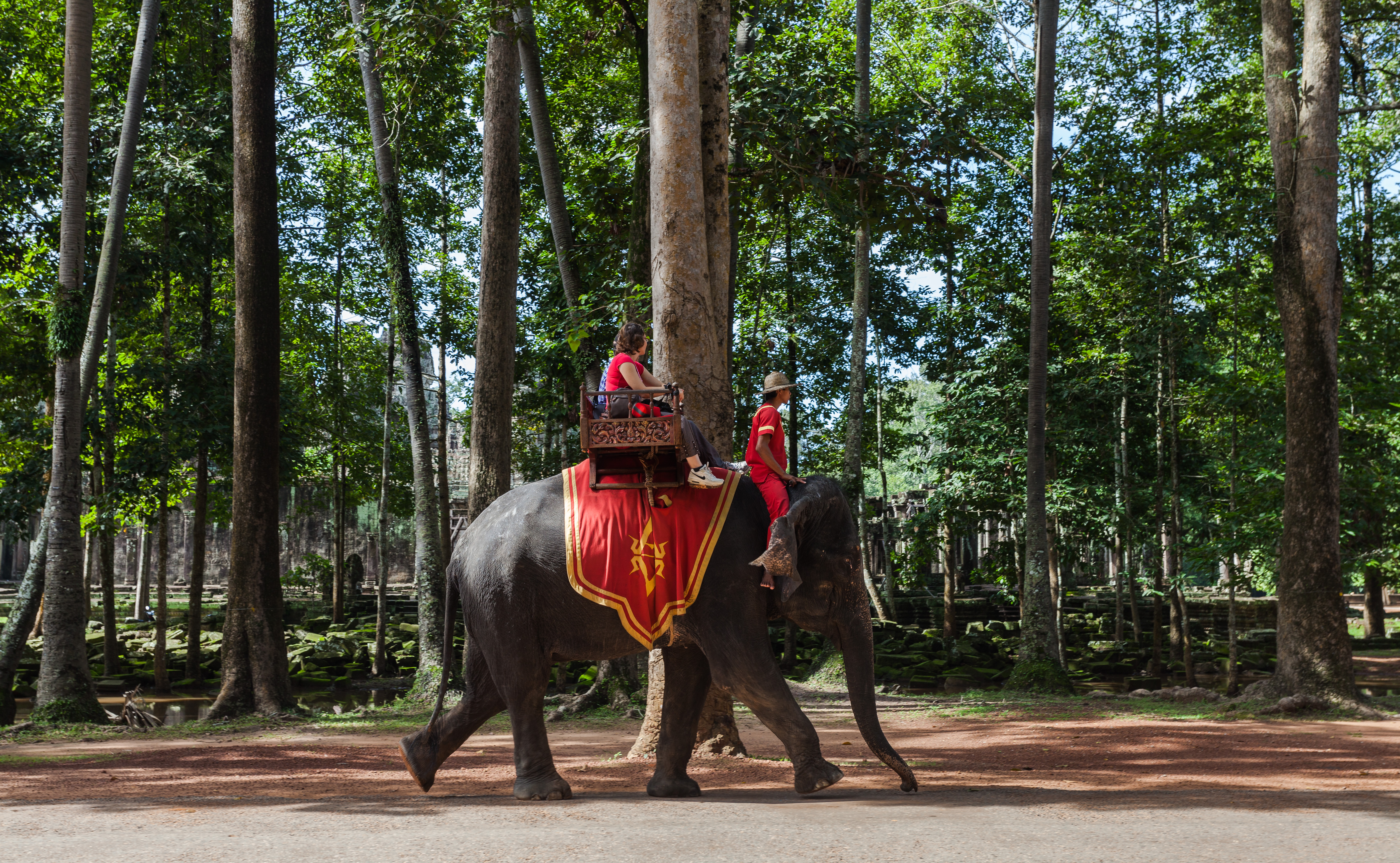
Un elefante asiático en Camboya, cautivo para el transporte de personas.

La crueldad hacia los animales, también llamada maltrato animal, crueldad animal o abuso animal, comprende comportamientos que causan dolor innecesario o estrés a los animales no humanos. Los mismos van desde la negligencia en los cuidados básicos hasta la tortura, la mutilación o la muerte intencionada.

## Formas de maltrato animal
- Cría intensiva de animales.
- Criaderos clandestinos de animales domésticos, una práctica donde se resguardan animales en jaulas, principalmente perros para su crianza acelerada y reproducirse constantemente para su comercialización de estos, considerada como una «fábrica de animales de raza» esta práctica es realizada para obtener una raza criolla o mestiza, contando con limitada o nula alimentación durante este resguardo, la higiene también es nula. [2]
- Corrida de toros. Practicado en España, algunas zonas de Francia y algunos países de Hispanoamérica. Consiste en matar al animal como parte de un espectáculo clavándole un estoque entre los omóplatos. Antes, varias banderillas pueden ser clavadas sobre el lomo del toro con el fin de avivarlo. Esto se consigue debido al dolor que causan las banderillas cuando el animal se mueve. También se le pica antes de las banderillas con una garrocha.[3]

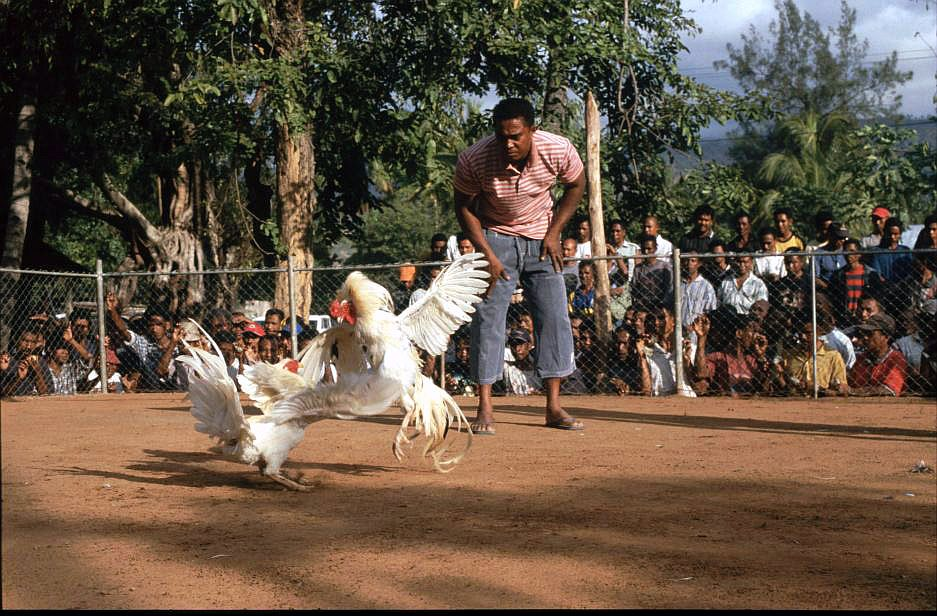
Pelea de gallos

- Hacinamiento. Mantener animales en jaula, donde también conviven más ejemplares.
- Hostigamiento del oso. Practicado en Inglaterra, desde el siglo XI al XX, y en la actualidad en algunas regiones de Pakistán.[4][5][6]
- Hostigamiento de toros. Practicado en Inglaterra hasta su prohibición en 1835.
- Peleas de gallos. Practicadas en numerosos lugares del mundo, son legales en Chile, Perú, Colombia, República Dominicana, Filipinas, Madagascar, India, Vietnam y Pakistán. En lugares como Francia y España, hay leyes que las permiten bajo una serie de condiciones, enfocadas a la perpetuidad de la raza. [7]Los animales sufren amputaciones de crestas, barbillas y orejillas antes de los combates, sin anestesia ni analgesia, así como el afilado de los espolones. Durante el combate sufren enormes heridas en todo el cuerpo, sobre todo la cara y los ojos, además de fracturas en patas y alas y perforaciones pulmonares.[8]
- Peleas de perros. Para el adiestramiento de los perros de pelea, se les enseña desde cachorros a matar a perros pequeños y a gatos, en ocasiones robados con tal fin,[9] Aunque se utilizan muchas razas caninas, los pit bull terrier americanos son los más utilizados en las peleas ilegales de perros.
- Carreras de galgos.

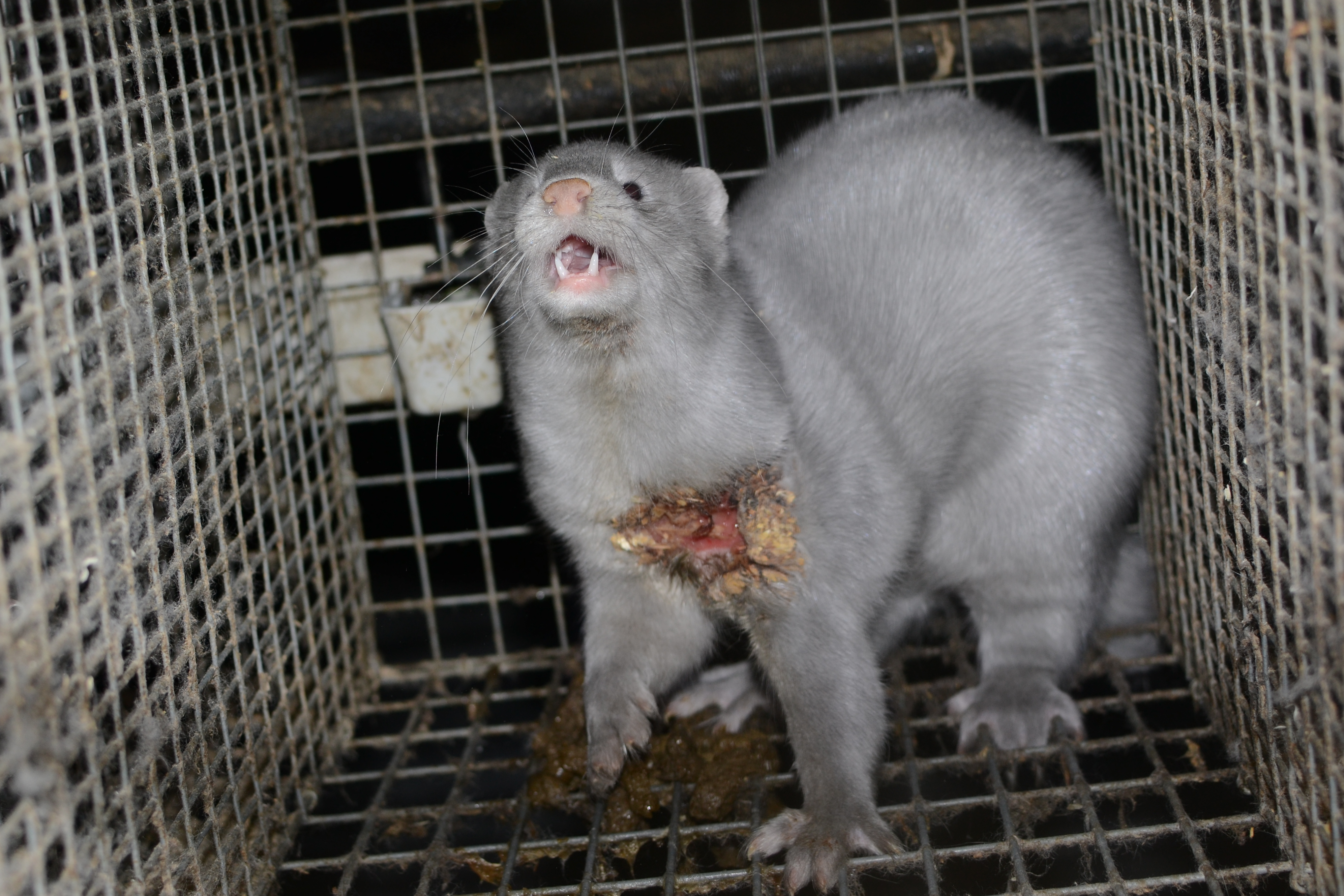
Estado de un animal en una granja peletera

- Explotación para el uso de sus pieles, pelaje o plumas en el mundo de la moda: Zorros, visones y perros mapache son criados en granjas peleteras para la obtención de su piel. Enjaulados en pésimas condiciones, en jaulas donde apenas pueden moverse el resto de su vida, y en muchas ocasiones sin ningún tipo de cuidado y con pésima alimentación. Se les sacrifica mediante electrocución o gaseamiento y, en los casos de los mapaches, a golpes y son despellejados vivos en muchas ocasiones. [10][11]La obtención de la lana de angora del conejo, se realiza también en granjas peleteras, donde los animales viven en pequeñas jaulas. El pelo les es arrancado sin sedación, provocándole un daño terrible al animal. Este proceso se repite hasta la edad de 5 años, donde ya no produce la suficiente lana y es sacrificado. [12]
- Sacrificio de animales, animales domésticos y de ganado como perros, gatos, gallinas, corderos y cabras principalmente son utilizados en esta acción para el uso de costumbres y religiones como la santería y brujería, supuestamente para «trabajos» donde se vacía la sangre del animal al momento del sacrificio, donde pierde la vida.[13]
- "Tocar el piano". Al terminar la temporada de caza, algunos cazadores se deshacen de sus perros ahorcándolos. Para mayor crueldad, los suspenden de puntillas por lo que el perro muere por asfixia cuando se deja caer por cansancio.[14][15]
- Mutilaciones diversas a perros y gatos, tales como cortarles el rabo, las cuerdas vocales, por "razones estéticas" o de comodidad para sus propietarios, por ejemplo, para que el perro no moleste con sus ladridos. Estas prácticas están prohibidas en varios países.[16][17]
- Zoofilia.
- Zoosadismo.
- Mantenerlos en instalaciones inadecuadas en función de sus hábitos.
- Descuidar su higiene y su salud o abandonarlos.
- No facilitarles alimentación adecuada para su desarrollo y el mantenimiento de su salud.
- Utilizarlos como entretenimiento, atándoles fuegos pirotécnicos a su cuerpo para después prenderlos.
- Desecharlos a la basura como objetos.
- Utilizarlos como juguete.
- Morderles o pegarles en partes de su cuerpo.
- Golpear o herirlos brutalmente atentando contra su vida.
- Torturarlos.
- Herir partes de su cuerpo.
- Mantenerlos en cautiverio, especialmente si sus condiciones no son las adecuadas.

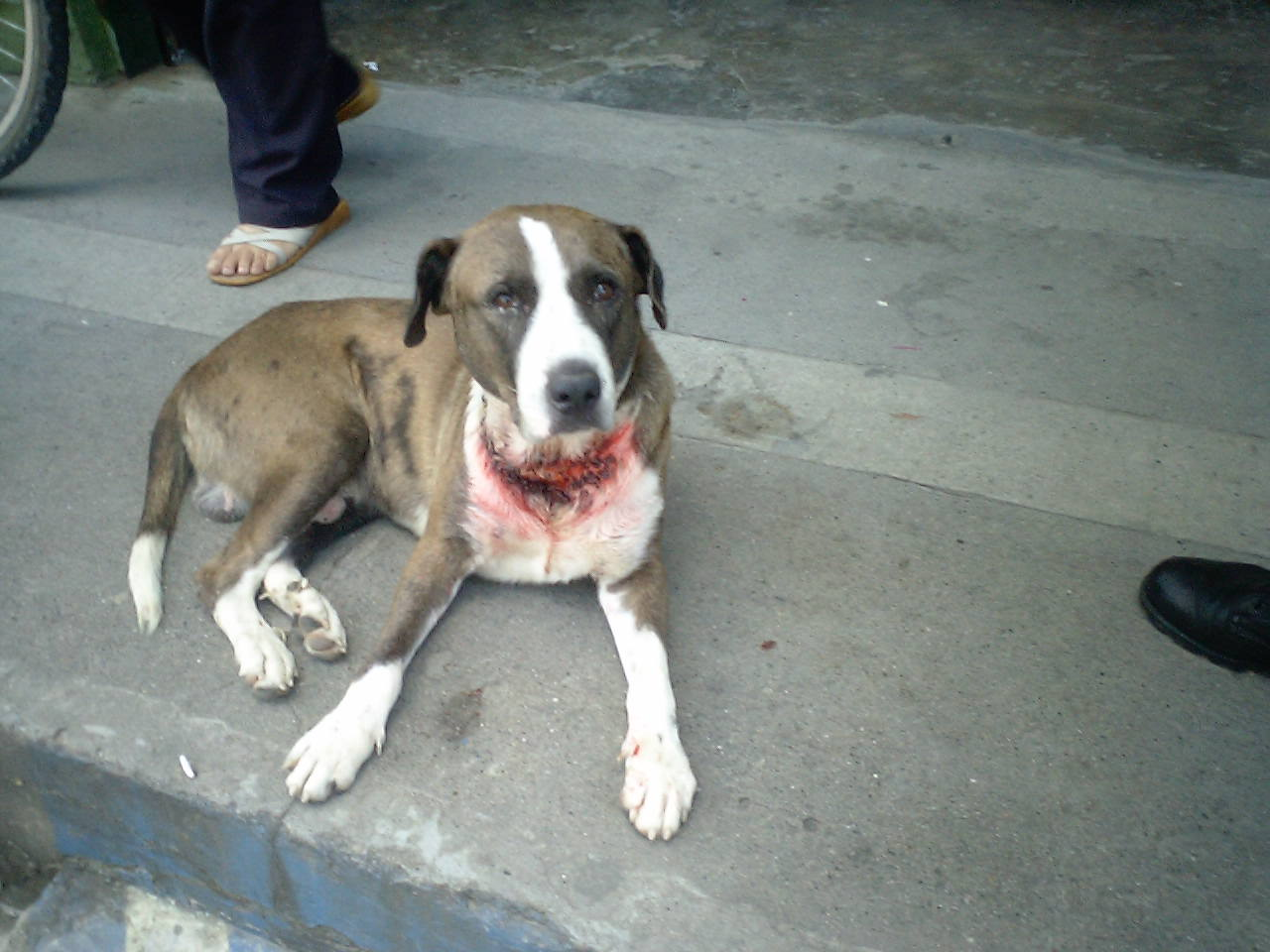
Perro maltratado herido en parte de su torso.

### Uso con fines bélicos
Los animales han sido usados en actividades militares, con fines que atentaban directamente contra su integridad o bienestar. Recientemente se ha cuestionado el uso de animales en la guerra, y en prácticas tales como acarrear explosivos y detonarlos usándolos como bombas vivientes, en pruebas militares o en experimentos destinados a probar armamento. También la muerte de animales víctimas de los bombardeos y de armas de fuego.
El experimento con más resonancia, aunque de poca eficacia real, se llevó a cabo en la II Guerra Mundial, cuando se intentó usar perros condicionados como antitanque. Siguiendo los descubrimientos recientes del fisiólogo ruso Ivan Petrovich Pavlov se condicionaba a perros haciéndoles encontrar la comida debajo de tanques. Se les privaba entonces de alimento y eran soltados en el campo de batalla con municiones atadas a su cuerpo. Los perros asociaban los tanques al alimento, y una vez debajo, eran activados los explosivos, al principio de forma temporizada y después a distancia. El experimento fue abandonado porque los perros se asustaban con el estrépito en el campo de batalla, y bien volvían, poniendo en peligro las tropas, o no se acercaban al objetivo. 

### Abandono de animales domésticos
Cada vez más se entiende que los animales domésticos son una responsabilidad, no un juguete, y que, por lo tanto, tenemos la obligación de cuidarlos con la debida diligencia. El abandono puede considerarse como un maltrato si consideramos que en la calle, carretera, terrenos baldíos y/o encerrados los animales no pueden proveerse por sí mismos de comida, agua, abrigo y protección de su salud. Abandonados, sin asistencia alguna, los animales están expuestos a toda especie de agresión y violencia, como envenenamientos, atropellos, etc. Las relaciones entre el ser humano y algunos animales es milenaria. De entre ellas, puede destacarse la que mantiene con el perro; sin embargo, hoy se les trata como objetos de consumo que se pueden adquirir y desechar a placer.  Bajo circunstancias variadas, como falta de capacidad económica, cambios de residencia, aparición de alergias o incompatibilidad, sus cuidadores los abandonan, olvidando que se trata de un ser vivo y que muchas de estas situaciones pueden solucionarse.
Determinar las cifras de animales abandonados resulta imposible, sin embargo, la Organización Mundial de Sanidad Animal (OMSA) estima que existen aproximadamente más de 400 millones de perros callejeros, para lo cual está trabajando nuevos lineamientos de control poblacional y salubridad.
En España son recogidos por protectoras de animales o ayuntamientos. El abandono se detecta más sobre perros (76 %) y gatos (24 %) que sobre otros tipos de animales. Una parte de los perros y gatos acogidos por estas entidades, son adoptados o devueltos a sus propietarios, en menor medida son eutanasiados.
Entre los países, México se ubica en el país número uno en las listas del abandono de animales en las calles a nivel Latinoamérica, en donde abarca mayoritaríamente perros con un porcentaje del 70%, con más de 20 millones en abandono y 500 mil animales al año —entre perros y gatos—, de acuerdo a cifras de la Organización Mundial de la Salud (OMS) y del Instituto Nacional de Estadística y Geografía (INEGI).

## Maltrato animal y violencia interpersonal
La crueldad hacia los animales constituye un aviso sobre la posible existencia de otras formas de violencia y  es uno de los signos de la psicopatía.
Se ha identificado relación estadística entre la observación de actos de crueldad animal, y la práctica de tales abusos, en estudios, tres de cada diez individuos que han presenciado actos de crueldad animal, han incurrido en tales prácticas en algún momento.
Además, otros estudios como el de DeGue y DiLillo establecieron una serie de rasgos comunes entre los niños o jóvenes que emprenden actos de crueldad animal. Entre las características más comunes se encuentran el sentimiento de inferioridad, causado por el rechazo o exclusión del grupo.

Las víctimas de violencia familiar fueron más propensas a experimentar o presenciar actos de maltrato animal a diferencia de los individuos que no fueron víctimas de este tipo de violencia interpersonal. Además, los resultados indicaron que las víctimas de abuso infantil y violencia doméstica, fueron más propensos a incurrir en prácticas de abuso animal en algún momento. Finalmente, los participantes que afirmaron presenciar actos de abuso animal, fueron más propensos a experimentar formas de violencia interpersonal.

Por lo general, la crueldad animal es una de las conductas antisociales relacionadas a trastornos conductuales durante la infancia, y, por consiguiente, el diagnóstico de un trastorno conductual es en sí un prerrequisito para el diagnóstico de ADP durante la adultez. Este estudio confirmó la estrecha asociación entre el trastorno bajo estudio (ADP) y la existencia de un historial de crueldad animal.